# Songs in A Minor
Songs in A Minor är ett studioalbum av Alicia Keys från 2001. Albumet är Alicia Keys första album.

## Låtlista
1. Piano & I (Alicia Keys) - 1:52
2. Girlfriend (Alicia Keys, Jermaine Dupri och Joshua Thompson) - 3:34
3. How Come You Don't Call Me (Prince) - 3:57
4. Fallin' (Alicia Keys) - 3:29
5. Troubles (Alicia Keys och Kerry Brothers, Jr.) - 4:28
6. Rock Wit You (Alicia Keys, Taneisha Smith och Kerry Brothers, Jr.) - 5:36
7. A Woman's Worth (Alicia Keys och Erika Rose) - 5:02
8. Jane Doe (Alicia Keys och Kandi Burruss) - 3:48
9. Goodbye (Alicia Keys) - 4:20
10. The Life (Alicia Keys, Taneisha Smith och Kerry Brothers, Jr.) - 5:25
11. Mr. Man med Jimmy Cozier (Alicia Keys och Jimmy Cozier) - 4:09
12. Never Felt This Way (Interlude) (Brian McKnight) - 2:01
13. Butterflyz (Alicia Keys) - 4:08
14. Why Do I Feel So Sad (Alicia Keys och Warryn Campbell) - 4:25
15. Caged Bird (Alicia Keys) - 3:02
16. Lovin' U (Gömd låt) (Alicia Keys) - 3:49

- Rear View Mirror (Bonuslåt på japanska versionen) (Alicia Keys, Kerry Brothers, Jr., L. Green, Rodney Jerkins, Fred Jerkins III och LaShawn Daniels) - 4:06
- Fallin' (Extended remix) med Busta Rhymes och Rampage (Bonuslåt på japanska versionen och på versionen i Storbritannien) (Alicia Keys) - 4:18
- A Woman's Worth (Remix radio edit) (Bonuslåt på japanska versionen) (Alicia Keys och Erika Rose) - 4:24
- A Woman's Worth (Remix)/Lovin' You (Gömd låt) (Bonuslåt på versionen i Storbritannien) (Alicia Keys och Erika Rose) - 10:38

## Singlar
- Fallin' (släpptes 10 juli 2001)
- A Woman's Worth (släpptes 12 februari 2002)
- How Come You Don't Call Me (släpptes 4 juni 2002)
- Girlfriend (släpptes 24 december 2002)